# Większość kwalifikowana
Większość kwalifikowana – większość głosów przekraczająca połowę, niezbędna do podjęcia uchwały przez dane zgromadzenie, wyrażona procentem (np. 60%, 70%) lub ułamkiem (np. 2/3, 3/5). W zależności od regulacji prawnej może być to np. procent lub ułamek sumy głosów wszystkich członków danego zgromadzenia, członków obecnych na sali lub członków biorących udział w głosowaniu. Przepisy wymagają stosowania w głosowaniu większości kwalifikowanej stosunkowo rzadko, przy wprowadzaniu zmian o ważnym znaczeniu.

## W Polsce
Obowiązująca Konstytucja RP przewiduje stosowanie większości kwalifikowanej w następujących sytuacjach:

### Zastosowanie wSejmie RP
Ustawowa, czyli całkowita liczba posłów w Sejmie RP to 460.
Dla pozytywnego wyniku głosowania wymagane jest uzyskanie co najmniej:
- 2/3 głosów w obecności co najmniej połowy ustawowej liczby posłów – w celu wyrażenia zgody na ratyfikację umowy międzynarodowej przekazującej organizacji międzynarodowej lub organowi międzynarodowemu kompetencje organów władzy państwowej w niektórych sprawach (art. 90 ust. 2)
- 2/3 głosów w obecności co najmniej połowy ustawowej liczby posłów – w celu uchwalenia ustawy o zmianie Konstytucji RP (art. 235 ust. 4)[1]
- 2/3 głosów ustawowej liczby posłów (czyli 307 głosów) – w celu skrócenia kadencji Sejmu RP (art. 98 ust. 3)
- 3/5 głosów w obecności co najmniej połowy ustawowej liczby posłów – w celu uchwalenia ustawy przekazanej Sejmowi do ponownego rozpatrzenia przez Prezydenta RP (art. 122 ust. 5)
- 3/5 głosów ustawowej liczby posłów (czyli 276 głosów) – w celu pociągnięcia do odpowiedzialności przed Trybunałem Stanu członka Rady Ministrów (art. 156 ust. 2)
- 3/5 głosów w obecności co najmniej połowy ustawowej liczby posłów – w celu uchwalenia odwołania Rzecznika Praw Obywatelskich ze stanowiska (art. 7 ust. 4 ustawy z dnia 15 lipca 1987 o Rzeczniku Praw Obywatelskich).

### Zastosowanie wSenacie RP
Ustawowa, czyli całkowita liczba senatorów w Senacie RP to 100.
Dla pozytywnego wyniku głosowania wymagane jest uzyskanie co najmniej:
- 2/3 głosów w obecności co najmniej połowy ustawowej liczby senatorów – w celu wyrażenia zgody na ratyfikację umowy międzynarodowej przekazującej organizacji międzynarodowej lub organowi międzynarodowemu kompetencje organów władzy państwowej w niektórych sprawach (art. 90 ust. 2).

### Zastosowanie wZgromadzeniu Narodowym RP
Ustawowa, czyli całkowita liczba członków w Zgromadzeniu Narodowym RP to 560.
Dla pozytywnego wyniku głosowania wymagane jest uzyskanie co najmniej:
- 2/3 głosów ustawowej liczby członków Zgromadzenia Narodowego (czyli 374 głosy) – w celu uznania trwałej niezdolności Prezydenta RP do sprawowania urzędu ze względu na stan jego zdrowia (art. 131 ust. 2 pkt 4),
- 2/3 głosów ustawowej liczby członków Zgromadzenia Narodowego (czyli 374 głosy) – w celu postawienia Prezydenta RP w stan oskarżenia przed Trybunałem Stanu za naruszenie Konstytucji, ustawy lub za popełnienie przestępstwa (art. 145 ust. 2).